# François Pervis
François Pervis (Château-Gontier, 16 de octubre de 1984) es un deportista francés que compite en ciclismo en la modalidad de pista, especialista en las pruebas de velocidad, keirin y contrarreloj.
Participó en dos Juegos Olímpicos de Verano, obteniendo una medalla de bronce en Río de Janeiro 2016, en la prueba de velocidad por equipos (haciendo equipo con Grégory Baugé y Michaël D'Almeida), y el sexto lugar en Atenas 2004, en el kilómetro contrarreloj.
Ganó 17 medallas en el Campeonato Mundial de Ciclismo en Pista entre los años 2006 y 2018, y 10 medallas en el Campeonato Europeo de Ciclismo en Pista entre los años 2007 y 2018.

## Medallero internacional
| Juegos Olímpicos   | Juegos Olímpicos           | Juegos Olímpicos  | Juegos Olímpicos      |
| Año                | Lugar                      | Medalla           | Competición           |
| ------------------ | -------------------------- | ----------------- | --------------------- |
| 2016               | Río de Janeiro (Brasil)    | Medalla de bronce | Velocidad por equipos |
| Campeonato Mundial |                            |                   |                       |
| Año                | Lugar                      | Medalla           | Competición           |
| 2006               | Burdeos (Francia)          | Medalla de bronce | 1 km contrarreloj     |
| 2007               | Palma de Mallorca (España) | Medalla de plata  | 1 km contrarreloj     |
| 2008               | Mánchester (Reino Unido)   | Medalla de bronce | 1 km contrarreloj     |
| 2009               | Pruszków (Polonia)         | Medalla de plata  | Keirin                |
| 2010               | Ballerup (Dinamarca)       | Medalla de bronce | 1 km contrarreloj     |
| 2011               | Apeldoorn (Países Bajos)   | Medalla de bronce | 1 km contrarreloj     |
| 2011               | Apeldoorn (Países Bajos)   | DSC               | Velocidad por equipos |
| 2013               | Minsk (Bielorrusia)        | Medalla de oro    | 1 km contrarreloj     |
| 2013               | Minsk (Bielorrusia)        | Medalla de bronce | Velocidad individual  |
| 2013               | Minsk (Bielorrusia)        | Medalla de bronce | Velocidad por equipos |
| 2014               | Cali (Colombia)            | Medalla de oro    | Velocidad individual  |
| 2014               | Cali (Colombia)            | Medalla de oro    | 1 km contrarreloj     |
| 2014               | Cali (Colombia)            | Medalla de oro    | Keirin                |
| 2015               | Saint-Quentin (Francia)    | Medalla de oro    | 1 km contrarreloj     |
| 2015               | Saint-Quentin (Francia)    | Medalla de oro    | Keirin                |
| 2017               | Hong Kong (China)          | Medalla de oro    | 1 km contrarreloj     |
| 2017               | Hong Kong (China)          | Medalla de bronce | Velocidad por equipos |
| 2018               | Apeldoorn (Países Bajos)   | Medalla de bronce | Velocidad por equipos |
| Campeonato Europeo |                            |                   |                       |
| Año                | Lugar                      | Medalla           | Competición           |
| 2007               | Alkmaar (Países Bajos)     | Medalla de plata  | Ómnium esprint        |
| 2008               | Alkmaar (Países Bajos)     | Medalla de bronce | Ómnium esprint        |
| 2009               | Gante (Bélgica)            | Medalla de plata  | Ómnium esprint        |
| 2010               | Pruszków (Polonia)         | Medalla de plata  | Velocidad por equipos |
| 2011               | Apeldoorn (Países Bajos)   | Medalla de plata  | Velocidad por equipos |
| 2011               | Apeldoorn (Países Bajos)   | Medalla de bronce | Keirin                |
| 2013               | Apeldoorn (Países Bajos)   | Medalla de plata  | Velocidad por equipos |
| 2013               | Apeldoorn (Países Bajos)   | Medalla de bronce | Keirin                |
| 2015               | Grenchen (Suiza)           | Medalla de plata  | Keirin                |
| 2018               | Glasgow (Reino Unido)      | Medalla de plata  | Velocidad por equipos |

## Palmarés
- 2001
  - Campeón de Europa júnior en Velocidad por equipos (con Mathieu Mandard y Mickaël Murat)
- 2002
  - Campeón de Europa júnior en Kilómetro Contrarreloj
- 2003
  - Campeón de Europa sub-23 en Velocidad por equipos (con Grégory Baugé y Matthieu Mandard)
- 2004
  - Campeón de Europa sub-23 en Kilómetro Contrarreloj
  - Campeón de Europa sub-23 en Velocidad por equipos (con Grégory Baugé y Matthieu Mandard)
- 2005
  - Campeón de Francia en Kilómetro contrarreloj
- 2006
  - Campeón de Francia en Kilómetro contrarreloj
- 2007
  - Campeón de Francia en Kilómetro contrarreloj
- 2009
  - Campeón de Francia en Kilómetro contrarreloj
- 2012
  - Campeón de Francia en velocidad
- 2013
  - Campeón del mundo en Kilómetro contrarreloj 
  - Campeón de Francia en Kilómetro contrarreloj 
  - Campeón de Francia en velocidad
- 2014
  - Campeón del mundo en Velocidad
  - Campeón del mundo en Kilómetro contrarreloj 
  - Campeón del mundo en Keirin 
  - Campeón de Francia en Kilómetro contrarreloj 
  - Campeón de Francia en Keirin
- 2015
  - Campeón del mundo en Kilómetro contrarreloj 
  - Campeón del mundo en Keirin
  - Campeón de Francia en Keirin
- 2016
  - Medalla de bronce a los Juegos Olímpicos de Río de Janeiro en Velocidad por equipos (con Michaël De Almeida y Grégory Baugé)

### Resultados a laCopa del Mundo
- 2003
  - 1.º en Aguascalientes, en Velocidad por equipos
- 2004-2005
  - 1.º en Sídney, en Velocidad por equipos
- 2005-2006
  - 1.º en Los Ángeles, en Velocidad por equipos
- 2006-2007
  - 1.º en Los Ángeles, en Kilómetro
- 2007-2008
  - 1.º en Pekín y Copenhague, en Kilómetro
  - 1.º en Copenhague, en Velocidad por equipos
- 2008-2009
  - 1.º en Mánchester, en Keirin
  - 1.º en Pekín, en Velocidad por equipos
- 2009-2010
  - 1.º en Cale, en Velocidad por equipos
- 2010-2011
  - 1.º en la Clasificación final y a la prueba de Pekín, en Kilómetro
  - 1.º en Pekín, en Velocidad por equipos
- 2011-2012
  - 1.º en Cale, en Kilómetro
  - 1r en Pekín, en Keirin
- 2013-2014
  - 1.º en Aguascalientes, en Kilómetro
  - 1.º en Mánchester, en Keirin

## Vida personal
Vive en Yvelines, Francia, y en Japón. Desde 2010, pasa cada año entre abril y agosto en Japón, donde tiene un contrato para la temporada internacional de carreras de keirin en pista. Tras no ser seleccionado para los Juegos Olímpicos de 2012, sufrió una depresión, de la que se recuperó con la ayuda del entrenador psicológico y exentrenador de fútbol Denis Troch.